# Stictotarsus bertrandi
Stictotarsus bertrandi är en skalbaggsart som först beskrevs av Legros 1956.  Stictotarsus bertrandi ingår i släktet Stictotarsus och familjen dykare. Inga underarter finns listade i Catalogue of Life.

## Bildgalleri

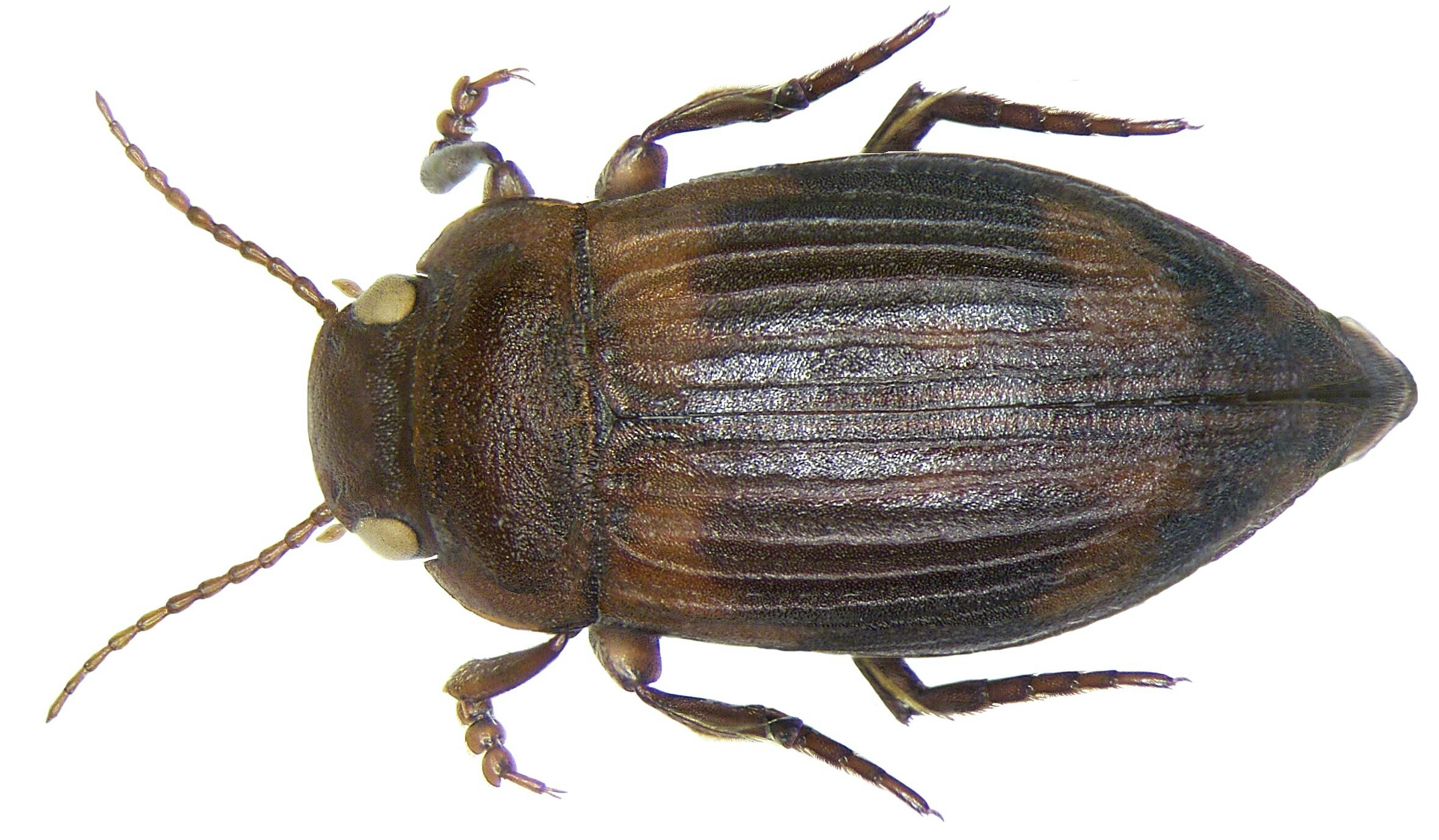